# تپه سنگر رضا خانی
تپه سنگر رضا خانی مربوط به سده‌های میانه دوران‌های تاریخی پس از اسلام است و در شهرستان الیگودرز، بخش بشارت، دهستان پیشکوه ذلقی، ۵۰ متری شمال روستای سنگر واقع شده و این اثر در تاریخ ۱۸ اسفند ۱۳۸۷ با شمارهٔ ثبت ۲۵۲۴۴ به‌عنوان یکی از آثار ملی ایران به ثبت رسیده است.